# 加藤利緒菜
加藤 利緒菜（かとう りおな、英語: Riona Kato、1998年2月7日 - ）は、日本の女性フィギュアスケート選手（女子シングル）。2014年アジアフィギュア杯2位。

## 人物
大阪府大阪市出身。叔母にコーチの加藤ゆかりがいる。
大阪市立菫中学校、長尾谷高等学校を卒業。2016年4月に同じくスケート選手の宇野昌磨、新田谷凜、磯邉ひな乃等と共に中京大学スポーツ科学部へ入学。

## 経歴
2009-2010シーズン、全日本ノービス選手権で3位、初出場となった全日本ジュニア選手権では7位に入った。翌年の2010-2011シーズン、全日本ノービス選手権で初優勝を果たす。
2011-2012シーズン、ISUジュニアグランプリシリーズに初参戦し、ボルボ杯に出場。翌2012-2013シーズン、全日本ジュニア選手権では2位に入り、同大会で初めて表彰台に立った。初出場となった全日本選手権では6位と健闘した。
2012-13シーズン、3シーズンぶりに出場した全日本ジュニア選手権で、宮原知子に続き2位に入り、全日本選手権では初出場ながら6位と健闘する。シーズンの締め括りとなるプランタン杯では、ジュニアクラスの国際大会で初めて優勝を果たす。
2013-2014シーズン、JGPコシツェで3位に入り、国際スケート連盟の公式大会で初めて表彰台に立った。全日本ジュニア選手権ではショートプログラムで14位と出遅れ、総合7位となる。同年の全日本選手権では13位に終わり、シーズン最後のトリグラフトロフィーで4位となる。
2014-15シーズン、初戦のアジアフィギュア杯で本郷理華に続いて2位、2戦目のUSインターナショナルクラシックでは3位に入った。初参戦となったISUグランプリシリーズのNHK杯では、ショートプログラムでジャンプのミスが響き8位と出遅れるが、フリーでは全体の4位に入り、総合で5位となった。全日本選手権ではショートプログラムで5位につけるが、フリーで7位となり総合7位に入る。シーズンの締め括りとなるプランタン杯ではヨシ・ヘルゲソンに続いて2位に入る。
2015-16シーズン、初戦のアジアフィギュア杯で三原舞依に続いて2位入賞、続くネペラ杯では5位となる。ISUグランプリシリーズのロステレコム杯では10位に終わる。全日本選手権では20位となり昨年よりも格段に順位を下げる。

## 技術・演技
アクセルを除く5種類のトリプルジャンプを跳ぶことができる。コンビネーションでは、3回転トゥーループ-3回転トゥーループ、2回転半アクセル-3回転トゥーループを成功させたほか、2014-15シーズンより3回転フリップ-3回転トゥーループを取り入れている。

## 主な戦績
| 大会/年              | 2009-10 | 2010-11 | 2011-12 | 2012-13 | 2013-14 | 2014-15 | 2015-16 | 2016-17 | 2017-18 | 2018-19 |
| -------------------- | ------- | ------- | ------- | ------- | ------- | ------- | ------- | ------- | ------- | ------- |
| 全日本選手権         |         |         |         | 6       | 13      | 7       | 20      |         | 23      | 29      |
| GPロステレコム杯     |         |         |         |         |         |         | 10      |         |         |         |
| GP NHK杯             |         |         |         |         |         | 5       |         |         |         |         |
| CSワルシャワ杯       |         |         |         |         |         |         |         | 10      |         |         |
| CSネペラ杯           |         |         |         |         |         |         | 5       |         |         |         |
| CS USクラシック      |         |         |         |         |         | 3       |         |         |         |         |
| アジアフィギュア杯   |         |         |         |         |         | 2       | 2       |         |         |         |
| プランタン杯         |         |         |         | 1 J     |         | 2       |         |         |         |         |
| トリグラフトロフィー | 3 N     |         |         |         | 4       |         |         |         |         |         |
| 全日本Jr.選手権      | 7       |         |         | 2       | 7       |         |         |         |         |         |
| JGPコシツェ          |         |         |         |         | 3       |         |         |         |         |         |
| JGPチェコスケート    |         |         |         |         | 4       |         |         |         |         |         |
| JGPボルボ杯          |         |         | 11      |         |         |         |         |         |         |         |
| ガルデナスプリング杯 |         | 1 N     |         |         |         |         |         |         |         |         |

### 詳細
| 2018-2019 シーズン    |                                              |          |    |      |
| 開催日                | 大会名                                       | SP       | FS | 結果 |
| 2018年12月20日 - 24日 | 第87回全日本フィギュアスケート選手権（門真） | 29 41.99 | -  | 29   |

| 2017-2018 シーズン    |                                              |          |           |           |
| 開催日                | 大会名                                       | SP       | FS        | 結果      |
| 2017年12月20日 - 24日 | 第86回全日本フィギュアスケート選手権（調布） | 24 49.53 | 22 101.53 | 23 151.06 |

| 2016-2017 シーズン    |                                                      |          |         |           |
| 開催日                | 大会名                                               | SP       | FS      | 結果      |
| 2016年11月17日 - 20日 | ISUチャレンジャーシリーズ ワルシャワ杯（ワルシャワ） | 17 41.49 | 8 89.86 | 10 131.35 |

| 2015-2016 シーズン      |                                                                        |          |          |           |
| 開催日                  | 大会名                                                                 | SP       | FS       | 結果      |
| 2015年12月24日 - 27日   | 第84回全日本フィギュアスケート選手権（札幌）                           | 19 52.35 | 20 88.77 | 20 141.12 |
| 2015年11月20日 - 22日   | ISUグランプリシリーズ ロステレコム杯（モスクワ）                       | 10 50.26 | 9 105.30 | 10 155.56 |
| 2015年9月30日 - 10月4日 | ISUチャレンジャーシリーズ オンドレイネペラトロフィー（ブラチスラヴァ） | 2 61.84  | 7 104.71 | 5 166.55  |
| 2015年8月5日 - 8日      | 2015年アジアフィギュア杯（バンコク）                                   | 2 47.98  | 2 104.27 | 2 152.25  |

| 2014-2015 シーズン    |                                                                                |         |          |          |
| 開催日                | 大会名                                                                         | SP      | FS       | 結果     |
| 2015年3月13日 - 15日  | 2015年プランタン杯（ルクセンブルク市）                                         | 4 49.66 | 2 89.41  | 2 139.07 |
| 2014年12月25日 - 28日 | 第83回全日本フィギュアスケート選手権（長野）                                   | 5 58.10 | 7 107.43 | 7 165.53 |
| 2014年11月28日 - 30日 | ISUグランプリシリーズ NHK杯（門真）                                            | 8 50.87 | 4 117.51 | 5 168.38 |
| 2014年9月10日 - 14日  | ISUチャレンジャーシリーズ USインターナショナルクラシック（ソルトレイクシティ） | 2 61.55 | 5 100.14 | 3 161.69 |
| 2014年8月6日 - 10日   | 2014年アジアフィギュア杯（台北）                                               | 2 55.59 | 3 109.59 | 2 165.18 |

| 2013-2014 シーズン    |                                                        |          |          |           |
| 開催日                | 大会名                                                 | SP       | FS       | 結果      |
| 2014年4月2日 - 6日    | 2014年トリグラフトロフィー（イェセニツェ）             | 4 44.61  | 5 81.88  | 4 126.49  |
| 2013年12月20日 - 23日 | 第82回全日本フィギュアスケート選手権（さいたま）       | 13 53.72 | 14 98.65 | 13 152.37 |
| 2012年11月22日 - 24日 | 第82回全日本フィギュアスケートジュニア選手権（名古屋） | 14 45.28 | 3 102.05 | 7 147.33  |
| 2013年10月2日 - 6日   | ISUジュニアグランプリ チェコスケート（オストラヴァ）   | 5 55.92  | 4 100.47 | 4 156.39  |
| 2013年9月11日 - 15日  | ISUジュニアグランプリ コシツェ（コシツェ）             | 3 57.43  | 4 107.66 | 3 165.09  |

| 2012-2013 シーズン    |                                                        |         |          |          |
| 開催日                | 大会名                                                 | SP      | FS       | 結果     |
| 2013年3月22日 - 24日  | 2013年プランタン杯 ジュニアクラス（ルクセンブルク市）  | 2 51.73 | 1 94.52  | 1 146.25 |
| 2012年12月20日 - 24日 | 第81回全日本フィギュアスケート選手権（札幌）           | 7 54.88 | 6 112.74 | 6 167.62 |
| 2012年11月16日 - 18日 | 第81回全日本フィギュアスケートジュニア選手権（西東京） | 5 53.90 | 3 107.57 | 2 161.47 |

| 2011-2012 シーズン     |                                        |         |          |           |
| 開催日                 | 大会名                                 | SP      | FS       | 結果      |
| 2011年8月31日 - 9月3日 | ISUジュニアグランプリ ボルボ杯（リガ） | 7 42.12 | 12 73.85 | 11 115.97 |

| 2010-2011 シーズン     |                                                       |         |         |          |
| 開催日                 | 大会名                                                | SP      | FS      | 結果     |
| 2010年3月31日 - 4月3日 | 2011年ガルデナスプリング杯 ノービスクラス（ガルデナ） | 1 39.51 | 1 63.28 | 1 102.79 |
| 2010年10月29日 - 31日  | 第14回全日本フィギュアスケートノービス選手権（千葉）  |         | 1 84.82 | 1 84.82  |

| 2009-2010 シーズン    |                                                           |         |         |          |
| 開催日                | 大会名                                                    | SP      | FS      | 結果     |
| 2010年4月2日 - 4日    | 2010年トリグラフトロフィー ノービスクラス（イェセニツェ） | 3 40.36 | 3 83.28 | 3 123.64 |
| 2009年11月21日 - 23日 | 第78回全日本フィギュアスケートジュニア選手権（横浜）      | 8 45.02 | 8 79.36 | 7 124.38 |
| 2009年10月23日 - 25日 | 第13回全日本フィギュアスケートノービス選手権（八戸）      |         | 3 79.34 | 3 79.34  |

## プログラム使用曲
| シーズン  | SP                                                                          | FS | EX |
| --------- | --------------------------------------------------------------------------- | --- | --- |
| 2018-2019 | ミシルルー ボーカル：キャロライン・キャンベル 振付：ミーシャ・ジー          | ヴァイオリンソナタ第9番「クロイツェル」 作曲：ルートヴィヒ・ヴァン・ベートーヴェン 振付：デリック・デルモア       | |
| 2017-2018 | フラメンコ・ナイツ 演奏：Pavlo 振付：カレン・クワン                         | 美女と野獣 作曲：アラン・メンケン 振付：アダム・リッポン                                                          | |
| 2016-2017 | Cherry on the ice wall 振付：坂上美紀                                       | ピアノ協奏曲 作曲：エドヴァルド・グリーグ 振付：フィリップ・ミルズ                                                | |
| 2015-2016 | Cherry on the ice wall 振付：坂上美紀                                       | 踊り明かそう 映画『マイ・フェア・レディ』より 作曲：フレデリック・ロウ 振付：フィリップ・ミルズ                   | |
| 2014-2015 | 歌劇『ラクメ』より 花の二重唱 作曲：レオ・ドリーブ 振付：フィリップ・ミルズ | ピアノ協奏曲第3番 作曲：セルゲイ・プロコフィエフ 振付：フィリップ・ミルズ                                         | The Show 曲：レンカ                                                                                           |
| 2013-2014 | 歌劇『ラクメ』より 花の二重唱 作曲：レオ・ドリーブ 振付：フィリップ・ミルズ | 映画『エリザベス:ゴールデン・エイジ』 作曲：クレイグ・アームストロング、A・R・ラフマーン 振付：フィリップ・ミルズ | 歌劇『ラクメ』より 花の二重唱 作曲：レオ・ドリーブ 振付：フィリップ・ミルズ                                   |
| 2012-2013 | SAHARA 振付：フィリップ・ミルズ                                             | 映画『ゴッドファーザー』より 愛のテーマ 作曲：ニーノ・ロータ 振付：フィリップ・ミルズ                             | All I want For Christmas Is You 作曲：マライア・キャリー、ウォルター・アファナシエフ 振付：フィリップ・ミルズ |
| 2011-2012 | 愛の挨拶 作曲：エドワード・エルガー 振付：坂上美紀                          | In a Trance 80's Anthem アストゥリアス 作曲：デイヴィッド・ギャレット、イサーク・アルベニス 振付：ラリサ・ジー    | |